# Кормич, Алексей Михайлович
Алексей Михайлович Кормич — советский хозяйственный, государственный и политический деятель.

## Биография
Родился в 1922 году в селе Малая Скелевая. Член КПСС.
Участник Великой Отечественной войны. С 1951 года — на хозяйственной, общественной и политической работе. В 1951—1986 гг. — мастер в агрегатно-сборочном цехе, заместитель начальника, начальник цеха, секретарь парткома Комсомольского авиационного завода, первый секретарь Комсомольского-на-Амуре городского комитета КПСС, директор завода «Энергомаш» в Хабаровске, заведующий секцией пропагандистской работы Совета ветеранов при Хабаровском крайкоме КПСС.
Делегат XXII съезда КПСС.
Умер в Хабаровске в 2000 году.